# چمکو
چمکو (به هندی: Chamku) فیلمی محصول سال ۲۰۰۸ و به کارگردانی کبیر کاشیک است. در این فیلم بازیگرانی همچون بابی دئول، پریانکا چوپرا، عرفان خان، ریتیش دشموک، دنی دنزونگپا، راجپال یاداو، آریا بابار، آکیلندرا میشرا ایفای نقش کرده‌اند.